# آلکینوئوس
آلکینوئوس Alcinous، در اسطوره‌های یونان، پادشاه فایاکی‌ها است.
با آرته ازدواج کرد و از او صاحب پنج پسر و یک دختر به نام ناوسیکائا شد. مردی بزرگوار بود که به کشتی‌شکستگان کمک می‌کرد. به یاسون و مدیا و بعدها به اودوسئوس یاری داد.